# داگلاس سیموندز
داگلاس سیموندز (انگلیسی: Douglas Simmonds؛ ۱۸ فوریهٔ ۱۹۵۸ – ۱۵ مارس ۲۰۱۱) بازیگر اهل بریتانیا بود.
از فیلم‌ها یا برنامه‌های تلویزیونی که وی در آن نقش داشته است، می‌توان به وروجک‌ها اشاره کرد.